# 遊☆戯☆王ラッシュデュエル
『遊☆戯☆王ラッシュデュエル』（ゆうぎおうラッシュデュエル）は、スタジオ・ダイスおよびメディアミックス作品に登場する架空のカードゲームをモチーフにして、コナミデジタルエンタテインメントが製作・販売しているトレーディングカードゲームである。
2019年12月に行われた遊戯王のイベントにおいて発表された本シリーズは、遊☆戯☆王オフィシャルカードゲーム（OCGシリーズ）をベースに、「スピードデュエル」ルールと同じくデュエルの各進行を簡略化し、さらに毎ターンの大量ドロー（および効果発動時のコストとして能動的な手札の利用）や通常召喚の無制限化など、ハイテンポかつ逆転要素を意図して盛り込んでいる。
その一方、一般的な遊戯王OCGとはカードフォーマットが異なり、混ぜて遊ぶことはできない。
2020年4月4日に本シリーズのルールを採用したテレビアニメ『遊☆戯☆王SEVENS』の放送開始と同時に「スターターデッキ －遊我編－」「スターターデッキ －ルーク編－」及び両セット商品が発売、製品として正式なラッシュデュエルが始まった。カードゲームとしてだけでなく、原作漫画・アニメのグッズとしての側面も持つ。
また、OCGの方でこれまでカード化した内の中からラッシュデュエル用として4月11日から改造パックに順次付録し発売していく。『遊☆戯☆王ラッシュデュエル』の商品は日本国内の販売を中心に、海外での販売は現時点では韓国のみとなっている。
アニメ作品をベースにしたラッシュデュエルルールでのゲーム版も展開されており、遊戯王 デュエルリンクスでは2023年9月下旬に新ワールドの一つとしてラッシュデュエルールが追加される。

## 基本的なルール
遊戯王ラッシュデュエルは1対1で対戦するゲームである。各プレイヤーは40 - 60枚のカードを自由に組み合わせた「メインデッキ」を用意する。さらに「エクストラデッキ」なども必要に応じて用意する。
試合は基本的にマッチ形式で行われ、1戦目のデュエル（対戦することを『デュエル』という）は初期状態のデッキを使用する。1回の試合は3回のデュエルのうち、先に2回勝利したプレイヤーが勝者となる。
プレイヤーの耐久力はライフポイントと呼ばれる数値で表される。初期値は8,000で、ゲーム中増減し、上限は無く、下限の0となったら負けとなる。また、メインデッキが0枚になり、さらにカードをドローする時にカードを引けないプレイヤーは、「デッキ切れ」となりデュエルに敗北する。また、自分の手札に0枚の状態でデッキに4枚以下残っている場合でもデュエルに敗北する。

## デュエルの流れ

### デュエル前に準備するもの
デッキ1式
その他必要に応じて電卓、メモ、筆記用具、サイコロ、コイン、カウンター(カードの効果を示す目印)などを用意する

### デュエル開始準備
1. 着座後、対戦相手に挨拶し握手する。
2. サイドデッキ、エクストラデッキを使用する場合対戦相手に申告する。
3. メインデッキをよくシャッフルし、ジャンケンなどで先攻、後攻を決定した後、お互いにデッキの上から4枚ずつカードを手札として引く（マッチ2戦目以降の先攻後攻の選択権は前のデュエルの敗者が有する）。
4. 以降、自ターン開始時ごとにデッキよりカードを5枚になるようにドロー（既に手札のカードが5枚以上持っている状態は1枚ドロー）する。

### 基本的なデュエルの進行
カードの効果によって、以下の流れに従わない場合もあるが、その例などは省く。ラッシュデュエルの手札の枚数制限は無い。
ドローフェイズ
自分のメインデッキよりカードを5枚になるようにドロー（既に手札のカードが5枚持っている状態は1枚ドロー）する。
他に罠カードの効果を発動できる。罠等の発動は基本的に任意のタイミングで発動できるので、以下のフェイズ説明では省略する。
メインフェイズ
自ターンであればモンスターの通常召喚（自ターンに何度でも可能）及び表示形式の変更、カードのセットなどを行える。
バトルフェイズ
モンスターによる戦闘を行う。モンスターが存在していなくてもバトルフェイズに突入することはできる。先攻1ターン目のみ、バトルフェイズは存在しない。
このフェイズ中自軍の表側攻撃表示モンスターの数だけ以下の各ステップを行うことができ、全ての処理が終了すればバトルフェイズ終了となる。
スタートステップ
バトルフェイズの開始を宣言する。
バトルステップ
自軍の表側攻撃表示モンスターを宣言し、攻撃対象を選択し攻撃を行う。「攻撃宣言時〜する」という効果はこの時発動する。
ダメージステップ
以下の5つの段階を踏み進行する。基本的にカウンター罠、攻守数値増減効果以外の効果は発動できない。
ダメージステップ開始時
ダメージステップを開始する。
ダメージ計算前
裏側表示モンスターに攻撃した場合、ここで表側表示にする。
ダメージ計算時
実際のダメージ計算に入り、ライフポイントの減少や、モンスターの破壊が確定する。
ダメージ計算後
リバースモンスターなどの効果が発動する。
ダメージステップ終了時
戦闘によって破壊が確定したモンスターを墓地へ送る。ダメージステップを終了し、バトルステップに戻る。
エンドステップ
バトルフェイズの終了を宣言する。
エンドフェイズ
自ターンの終了を宣言する。相手に移る。

## カード

### カードに記載されている情報
例外なく以下の基礎データを持つ。（共）の記載は全てのカードに共通して記載されている事項。
名称（共）（カード上部）
カード名。
属性（カード名の右）
風、地、炎、光、水、闇の6属性がアイコン表示されている。
イラスト（共）（カード中央）
カード一つ一つの世界観を視覚化したもの。『OCG』より大きめのものとなっている。
一部のウルトラレア以上のカードはイラスト枠から大きくはみ出ている。
レベル（イラスト左下）
モンスターのレベルを数値で表している。1から12まで。
攻撃力・守備力（イラスト右下）
戦闘に使用する数値。ATKが攻撃力、DEFが守備力となる。マキシマムモンスターのマキシマムモードによる攻撃力（MAXIMUM ATK）は攻撃力・守備力の上部に記載されている。
種族（イラストとテキストの間）
悪魔、アンデット、海竜、雷、岩石、機械、恐竜、獣、幻竜、昆虫、サイキック、魚、獣戦士、植物、戦士、鳥獣、ドラゴン、天使、爬虫類、炎、魔法使い、水、サイバース、ギャラクシーの24種類。サイボーグ、魔導騎士、ハイドラゴン、オメガサイキック、天界戦士のラッシュデュエルのフュージョンモンスターのみ5種類。
テキスト（共）（カード下部）
カード使用の条件、効果など、ゲームに必要な情報が記載されている。通常モンスターの場合のみフレーバーテキストになる。
カードナンバー（共）（カード右下）
収録されたエキスパンジョン、シリーズ、書籍、ゲーム等を示す記号・番号。
LEGEND（共）（イラスト右上）
OCGから輸入されたカード。同じカードの種類の全てのレジェンドカードからは1枚しかデッキに入れることができない。
2022年12月31日までモンスター・魔法・罠カードのどちらか1種類1枚限りだった。翌年2023年1月1日からはモンスター・魔法・罠カードをそれぞれ1種類1枚ずつ採用できるようになった。
- （例）「青眼の白龍」「死者蘇生」「聖なるバリア－ミラーフォース－」をデッキに入れる事が可能になる。

また、フュージョンモンスターの「青眼の究極竜」のフュージョン素材は「青眼の白龍」3体を必要としていてレジェンドカードのため1枚だけデッキに組み込めないため、カード名を「青眼の白龍」として扱うルール効果を持つ効果モンスター「青眼の煌龍（ブルーアイズ・ブライト・ドラゴン）」「ブルーアイズ・ビジョン・ドラゴン」等をデッキに組み込んでデュエル中に揃えることになる。

### モンスターカード
全てのモンスターには攻撃力と守備力が設定されており、「攻撃表示（縦位置）」か「守備表示（横位置）」で場に置く。

#### メインデッキに用いる物
通常モンスター（枠が黄色）
特殊効果を持たないモンスター。攻守の数値は概ね同レベルの効果モンスターより高い。
効果モンスター（枠が茶色）
カードテキストに書かれた特殊能力を持つ。ラッシュデュエルのモンスター効果を発動するのは自ターンに各1種類につき1度しか発動できない。
マキシマムモンスター（枠が茶色）
上記の効果モンスターと同様。特定のマキシマムモンスターと同名モンスターの「L」と「R」までも存在する。3体同時に召喚することでマキシマム召喚となり、成功するとマキシマムモードが発動。マキシマムモードの効果は以下の特徴が挙げられる。マキシマムモンスター自体は通常モンスター同様に個別に召喚も可能だが、マキシマム召喚をせずに3体を自分フィールドに揃えてもマキシマムモードにはならず、マキシマムモード時の効果を発動できない。
- 「マキシマムモード」のモンスターの名前やレベル・属性・種族は中央のカードを参照。
- 「マキシマムモード」のモンスターは3枚で1枚として数えるため、攻撃は1度だけ行い、「MAXIMUM ATK」の数値でダメージ計算を行う。
- 各カードに書かれている「マキシマムモード」時の条件を満たす効果をそれぞれ1ターンに1度ずつ発動することができる。
- 「マキシマムモード」のモンスターを他のモンスターと一緒に並べることはできない。マキシマム召喚を行う際、既に置かれているモンスターは無条件で墓地へ送られる。
- 「マキシマムモード」のモンスターがいるとき、手札のレベル5と6のモンスターならば「マキシマムモード」のモンスターをリリースしてアドバンス召喚できる。その場合、フィールドのマキシマムモンスターを3枚全て墓地へ送る必要がある。
- フィールドのマキシマムモンスターが戦闘・効果で破壊される場合、3枚全て墓地へ送る。また、フィールドから手札に戻される場合も3枚全て手札に戻る。
- 守備表示はなく守備力は存在しない。《『攻撃』封じ》などの表示形式を変更するカードの効果を受けない。

#### エクストラデッキに用いる物
ラッシュデュエルの発売から、あらかじめエクストラデッキの枠が用意されている。開始されてから1年5ヶ月後に、エクストラデッキで使用するフュージョンモンスターが登場した。
取り扱いは遊戯王OCG同様に、デッキや手札へ戻る効果を受けた場合、エクストラデッキに戻る。
フュージョンモンスター（枠が紫色）
フュージョンモンスターのテキストに記載された特定の組み合わせのモンスターがフィールドに存在し、魔法カード「フュージョン」を発動することでエクストラデッキより特殊召喚できるモンスター。種族に続いて「フュージョン」が記載されている。
「選択効果」として、テキストに書かれている2種類の効果のうち1つを選択できる。効果が無いフュージョンモンスターは、通常・効果モンスターには該当しない。
リチュアルモンスター（枠が青色）
特定のリチュアル魔法を発動し、そのリチュアル魔法に記されたレベルだけモンスターを素材に墓地に送ることでエクストラデッキより特殊召喚できるモンスター。

### モンスター効果の種類
起動効果
自分のターンのメインフェイズに効果の発動を宣言し発動する。
永続効果
フィールドに存在する限り効果が持続する。発動時以外チェーンが組まれない。

### 魔法カード
枠は緑色。体力回復やモンスターの特殊召喚、フィールドのカードの除去など様々な効果が得られる。手札から直接使うか事前にフィールドに裏返しで伏せておき、指定された、または任意のタイミングで発動し、フィールドのカードやプレイヤーに特殊効果を与える。
通常魔法（アイコンなし）
自分ターンのメインフェイズでのみ発動できる。
装備魔法（十字マークのアイコン）
条件と一致したモンスターを指定してフィールド上の表側表示モンスターに装備して効果を得る。別の装備魔法を同じモンスターに重ねて装備させることもできる。装備したモンスターと装備魔法の条件が途中で不一致になった場合、墓地には送られずそのまま装備を継続する。装備したモンスターがフィールドから離れるか裏側表示になった場合、墓地に送られる。
フィールド魔法（十字手裏剣のアイコン）
設置されている間、常時フィールド全体に特殊効果を及ぼす。基本効果は自分・相手共に及ぶ場合と、自分のみが効果を使用できる場合がある。
新たなフィールド魔法がプレイされ発動が確定した場合、発動済みのフィールド魔法は破壊され、墓地に送られる（効果による破壊とはみなされない）。フィールド魔法のコントローラーの場合、セットしただけで破壊される。
リチュアル魔法（炎のアイコン）
リチュアルモンスターのリチュアル召喚に用いる。

### 罠カード
枠が桃色。トラップカードと読む。主に相手プレイヤーの動きに対応して発動し、相手の行動を遮ったり制限を加えるような特殊効果を与える。
魔法カードと異なり特殊な場合を除き一旦フィールドにセットしなければ使用できず、またセットしたターンには使えないが、セットしたターンを過ぎれば任意のタイミングで発動できる。同じタイミングで発動できる罠カードは2枚以上ある場合発動できるのは1枚のみ。
どちらも罠カードの発動条件を満たしている場合、まずは非ターンプレイヤー（そのターンのプレイヤーでない側）から罠カードを発動するかどうかを決められる。発動しなかった場合、そのターンのプレイヤーが罠カードを発動するかどうかを決められる。1度発動すれば効果処理終了後墓地に送られる。

## 召喚の種類、手順
各召喚方法の基本的な手法は以下の通り。特殊召喚の回数制限など、カード効果による例外は基本的に省く。
各効果での発動条件は、これらの召喚の種類を含む場合がある。
通常召喚およびアドバンス召喚
メインフェイズにモンスターを手札より表側攻撃表示か裏側守備表示（セット）でフィールドに出す行為。レベル5以上のモンスターを召喚するときはフィールド上のモンスターをコストとしてリリースしアドバンス召喚する（レベル5、6：1体、レベル7以上：2体）。
ラッシュデュエルでは所謂「召喚権」を行使する事なく、モンスターゾーンの制限内でさえあればターンプレイヤーが自ターンに何度でも行える。
反転召喚
現在の自ターン以前にセット（裏側守備表示）された、あるいは効果で裏側表示になっているモンスターカードを自ターンのメインフェイズに、表側攻撃表示に変更すること（表側守備表示へは不可）。
行動自体は既に召喚済みモンスターの表示形式変更であるため、通常召喚の回数制限は受けず、自分のターンに通常召喚でセットしたモンスターはそのターン反転召喚する事は出来ない。
特殊召喚
通常召喚以外で（召喚権を行使することなく）カードの効果でフィールド上にモンスターを召喚する行為。
マキシマム召喚
特定のマキシマムモンスターと同名の「L」と「R」を1種類ずつ揃えていれば、それらのモンスターを手札から同時に特殊召喚する。置き方は「L」・中央（「MAXIMUM ATK」のあるマキシマムモンスター）・「R」として決まっている。
フュージョン召喚
「フュージョン」魔法カードを使用し、召喚したいフュージョンモンスターによって決められたカードを、その魔法カードを発動する前に素材モンスターを表側表示でフィールド上から墓地に送る事によって、エクストラデッキよりフュージョンモンスターを特殊召喚する。
「E･HERO パルス・ネオス」「E･HERO ヒート・ネオス」等の「フュージョン」魔法カードを使わず素材とする場合のように特殊なカードを用いる場合など、フュージョンモンスターカテゴリに割り振られても「フュージョン」魔法カードを用いるわけではないモンスターが存在する。OCGと異なり、こちらのコンタクトフュージョンしたモンスターはエンドフェイズ時にエクストラデッキに戻る必要がない。
リチュアル召喚
リチュアル魔法によりエクストラデッキから対応するリチュアルモンスターを特殊召喚する。手札・フィールドのモンスターのレベルの合計分を必要になるが、必要以上のレベルの超過分のモンスターを素材にはできない。OCGの儀式召喚と同様の召喚方法であるが、OCGの儀式魔法カードのテキストは「リリース」と記されていて儀式モンスターをメインデッキに組むことに対し、ラッシュデュエルのリチュアル魔法カードのテキストは「素材として墓地に送り、」と記されていてリチュアルモンスターを裏側でエクストラデッキに置くことになっている。

## 戦闘における基本的ルール
特に「マスタールール」のものと変わりない。
プレイヤー1のモンスターA、プレイヤー2のモンスターBが共に攻撃表示の場合
A攻撃力>B攻撃力：A生存、B破壊。B側のライフより攻撃力の差分の数値が引かれる。
A攻撃力＝B攻撃力：A、B共に破壊。ライフは双方変動しない。(ただしA、Bの攻撃力が0の場合はA、Bともに生存。ライフ変動なし)
モンスターAが守備表示、Bが攻撃表示でBが攻撃を行った場合
A守備力>B攻撃力：A、Bとも生存。B側のライフよりA守備力とB攻撃力の差分の数値が引かれる。
A守備力＝B攻撃力：A、Bとも生存。ライフの変動なし。
A守備力<B攻撃力：A破壊、B生存。ライフの変動なし。効果により超過（貫通）ダメージが発生する場合、攻撃力と守備力の差分が守備側（A側）のライフより引かれる。
守備側の場にモンスターカードが存在しない場合（プレイヤーへの直接攻撃）
守備側のライフよりモンスターの攻撃力分、守備側のライフが引かれる。

## ルールの補足

### 効果とコストと手順
遊☆戯☆王ラッシュデュエルでは特定のカードを使用する場合、テキストに記されている発動条件としてコストを支払う必要がある場合が多い。
主にライフポイントの支払い、自軍のフィールド上のモンスターのリリース、カードをデッキに戻す、手札を墓地に送るなどである。
コストはあくまでも発動への対価であり、効果にチェーンされ発動を無効にされた（ただし現時点で「チェーン」して発動するカードは存在しない）としてもコストが戻されることはない。また「手札を捨てられた場合」などの条件を満たさない（墓地に送られた場合は適用される）。さらに事前条件であるため、コストで墓地に送る際に「墓地に送られるカードは除外される」効果が適用されている場合など、実現不可能な状況では発動自体できない。
OCGのカードテキストから「墓地からカードを除外して発動できる」というコストとして記されたカードや効果処理及び効果解決時に「カードを除外する」等の「除外」のワードが存在することで除外ゾーンが設けていることに対し、ラッシュデュエルではカードを除外するプレイングのデュエルフィールドに除外ゾーンは設けておらず、カードのテキストに発動条件と効果内容の「除外」というワードは存在していない。

### バトルステップの巻き戻し
「ターンプレイヤーの攻撃宣言後、バトルステップ中に非ターンプレイヤーの場のモンスター数が変化した場合、ターンプレイヤーは攻撃対象を選択しなおせる」というルール。
遊戯王ラッシュデュエルにおいては攻撃に対する防御として、相手の攻撃宣言時にフィールドにモンスターを特殊召喚できる効果や発動コストとしてモンスターをリリースするカード、バウンスさせるカードなどが存在し、この場合に適用される。
巻き戻しが適用された場合、攻撃宣言を行ったモンスターの攻撃を中止する事も可能である。中止した場合、基本的にそのバトルフェイズでは攻撃できなくなり、表示形式の変更も出来ない。
巻き戻しが発生し、対象を選びなおして攻撃する場合、それは「攻撃宣言」ではない。したがって攻撃宣言対応罠（「炸裂装甲」や「万能地雷グレイモヤ」など）を発動することは出来ない。
仮に相手モンスターの数が最終的に同じであっても、その過程で増減があった場合は巻き戻しが適用される。
なお、バトルステップが終わり、ダメージステップに入ってしまった場合は、非ターンプレイヤーのモンスターの数が増減しても巻き戻しは適用されず、攻撃対象の変更が行えない（攻撃対象のモンスターがフィールドを離れた場合は、攻撃モンスターの攻撃権を消費した状態でバトルが中断される）。

## フィールド
モンスターゾーン
モンスターカードを召喚する場所。各プレイヤーとも横一列に3箇所。
全ての場所にモンスターが存在する場合、新たにモンスターを（特殊）召喚することはできない（場のモンスターをリリースし、上級モンスターなどを召喚することはできる）。
魔法・罠ゾーン
魔法・罠カードをプレイする場所。モンスターゾーンと同じく横一列に3箇所。
通常魔法カードを手札から発動する場合でも、一旦この場所に置く必要がある。ゆえに、この場所が全て埋まっている時は、手札から魔法カードを発動する事はできない（フィールド魔法カードは例外となる）。
フィールドゾーン
フィールド魔法をプレイする場所。1箇所。
自分のフィールドゾーンにフィールド魔法が存在する場合でも、そのフィールド魔法を墓地へ送ることで新たなフィールド魔法を発動またはセットする事ができる。
デッキゾーン
1箇所。メインデッキを置く。
墓地
1箇所。フィールド、手札、デッキから破壊、使用などで破棄されたカードが置かれる。
エクストラデッキゾーン
1箇所。ラッシュデュエルにフュージョンモンスターを使用する場合に置く。エクストラデッキを利用する召喚の際、デッキから直接召喚される。逆に墓地に送られるのは他と同じだが、手札やデッキに戻された場合はエクストラデッキゾーンに戻す。

## カードについて
当ゲームのカードは、基本的には下記の2通りで発売されている。
構築済みデッキ（スターターデッキ、ストラクチャーデッキなど）
あらかじめ各種のカードを組み合わせてデッキ単位で販売されており、これだけで直ぐに遊べるように構成されている。
改造パック
カードをランダムに組み合わせて封入したパック。複数種が発売され、新作も定期的に発売されている。カードを買う場合はこれが主流。
正規エキスパンジョンの他キャラ別パック、限定パック及び総集編パックが存在する。

## レアリティ
カードのレアリティは以下のように設定されており、希少価値の高いものは箔押し・光沢・レリーフなどの様々な加工が施されている。

### 通常ラインナップに収録されているもの
| レア度               | 特徴 |
| -------------------- | --- |
| ノーマル             | レアリティが最も低く、特殊な加工はされていない。 |
| レア                 | カードの名前に銀の箔押し。 |
| スーパーレア         | カードのイラストがホイル加工。 |
| ウルトラレア         | カードの名前が金の箔押し、イラストがホイル加工。 こちらはカードの名前が赤の箔押し(メタリックレッド)の仕様。 |
| ラッシュレア         | ウルトラレアのカード全体にランダムに多角形の光沢フィルム貼付処理が施されたカード。 |
| シークレットレア     | カード全体に格子状のホイル加工。カードの名前は銀の箔押し。 |
| オーバーラッシュレア | イラストがカード内の枠から飛び出したレアリティ。他レアリティでは描かれていない部分も見ることができる。 全体にラッシュレアに似ているが、より豪華な加工が施されている。 カードの縁の色もパールホワイトになっており特別な仕様になっている。 |
| レジェンドカード     | ウルトラレアと同様でイラストの左上にLEGENDと記されている。 |
|                      | |

## カードリスト

### ブースターパック
アニメのキャラクターが使用するカードを中心に収録したパック。
遊戯王OCGの中から注目度の高いカードをLEGENDカードとして収録する他、遊戯王OCGの第一弾のパックから順次に収録する。
| 2020年                                          | 発売日   |
| ----------------------------------------------- | -------- |
| デッキ改造パック 超速のラッシュロード!!         | 4月11日  |
| デッキ改造パック 驚愕のライトニングアタック!!   | 8月1日   |
| デッキ改造パック 幻撃のミラージュインパクト!!   | 11月14日 |
| 2021年                                          | 発売日   |
| デッキ改造パック 宿命のパワーデストラクション!! | 2月13日  |
| デッキ改造パック 躍動のエターナルライブ!!       | 4月24日  |
| デッキ改造パック 激闘のサンダーストーム!!       | 7月24日  |
| デッキ改造パック 混沌のオメガライジング!!       | 10月30日 |
| 2022年                                          | 発売日   |
| デッキ改造パック 創造のマスターロード!!         | 1月29日  |
| デッキ改造パック 運命のギャラクシー!!           | 4月9日   |
| デッキ改造パック 破滅のレクイエム!!             | 7月9日   |
| デッキ改造パック 旋風のフォルテシモ!!           | 10月8日  |
| 2023年                                          | 発売日   |
| デッキ改造パック 強襲のダブルスター!!           | 1月21日  |
| 閃光のオブリビオン                              | 5月13日  |
| 轟炎のフェニックス                              | 8月11日  |
| 闇黒のレッドリブート                            | 11月11日 |
| 2024年                                          | 発売日   |
| 超越のトランザム                                | 2月10日  |
| 覚醒のバーストレックス                          | 5月11日  |
| 幻影のダークマター                              | 8月10日  |
| 灼熱のサラマンデウス                            | 11月16日 |
| 2025年                                          | 発売日   |
| 悠久のギャラクティカ                            | 2月8日   |
| 進撃のアクセルロード                            | 5月31日  |
| 戦慄のアウターバース                            | 8月9日   |

### スペシャルパック
| パック名                                          | 発売日         |
| ------------------------------------------------- | -------------- |
| キャラクターパック －ガクト・ロア・ロミン－       | 2020年9月19日  |
| マキシマム超絶強化パック                          | 2020年12月12日 |
| マキシマム超絶進化パック                          | 2021年6月5日   |
| エクストラ超越強化パック                          | 2021年9月18日  |
| ゴールドラッシュパック                            | 2021年12月11日 |
| メガロードパック                                  | 2022年6月4日   |
| オーバーラッシュパック                            | 2022年11月26日 |
| レジェンド覚醒パック                              | 2023年3月4日   |
| VSパック マキシマム・フォース                     | 2023年4月8日   |
| トリプルビルドパック ゴッドブレス・ウィング       | 2023年6月24日  |
| メガロードパック2                                 | 2023年10月14日 |
| ハイグレードコレクション                          | 2023年12月16日 |
| オーバーラッシュパック2                           | 2024年4月6日   |
| 真・レジェンド覚醒パック                          | 2024年10月12日 |
| トリプルビルドパック エボリューション・インパクト | 2025年1月11日  |
| 5th ANNIVERSARY PACK                              | 2025年4月12日  |
| アドバンスパック デビルズ・セレモニー             | 2025年7月12日  |

### 構築済みデッキ
| パック名                                                   | 発売日        |
| ---------------------------------------------------------- | ------------- |
| スターターデッキ 遊我－切り開け! セブンスロード!!－        | 2020年4月4日  |
| スターターデッキ ルーク－爆裂覇道! ドラギアス!!－          | 2020年4月4日  |
| 最強バトルデッキ 遊我 －ハイパーマシンロード－             | 2021年8月21日 |
| 最強バトルデッキ ルーク －ドラゴンズ・ドラゴンズ－         | 2021年8月21日 |
| 最強バトルデッキ ガクト －魔将参陣－                       | 2021年8月21日 |
| 最強バトルデッキ ロミン －サイキックビート－               | 2021年8月21日 |
| 最強バトルデッキ ロア －デモンズロック－                   | 2021年8月21日 |
| 最強バトルデッキ ネイル －マキシマムヘイブン－             | 2021年8月21日 |
| 最強バトルデッキ アサナ －重騎道の誇り－                   | 20218月21日   |
| ゴーラッシュデッキ ギャラクティカ・アライブ                | 2022年4月29日 |
| ゴーラッシュデッキ ジョインテック・アタック                | 2022年4月29日 |
| 最強バトルデッキ ユウディアス －輝きのベルギャリーヴァ－   | 2022年8月6日  |
| 最強バトルデッキ 遊飛 －ジョインと爆熱! ジョインと激烈!－  | 2022年8月6日  |
| 最強バトルデッキ 遊歩 －おいでヨ! ハイテクドラゴン!－      | 2022年8月6日  |
| 最強バトルデッキ マナブ －炎のケミストニャードロー!－      | 2022年8月6日  |
| 最強バトルデッキ ズウィージョウ －虚空のヴォイドヴェルグ－ | 2022年8月6日  |
| ストラクチャーデッキ 究極の青眼伝説                        | 2023年9月30日 |
| ストラクチャーデッキ バース・オブ・ヒーロー                | 2024年7月13日 |
| ストラクチャーデッキ ハーピィ・レディ・シスターズ          | 2025年3月8日  |
| ストラクチャーデッキ キメラテック・サイバー                | 2025年3月8日  |
| ストラクチャーデッキ 黒魔術の儀式                          | 2025年4月26日 |

## 背景
ライターの結城千尋は、リアルサウンドに寄せた記事の中で、OCGにおける「ルールの複雑化」「プレイヤーの高齢化」といった課題を解決するために本シリーズが誕生したのではないかと推測しており、ファンの間では新しい世代（小中学生）をメインターゲットに据えるために誕生したという見解が支持されていると述べている。また結城は、同様の理由から本シリーズのコンピュータゲーム作品がNintendo Switch向けに展開されているとも推測している。
2025年5月1日から5日にアラブ首長国連邦で開催された「シャルジャ・アニメ・カンファレンス」において、アニメ『遊戯王SEVENS』『遊☆戯☆王ゴーラッシュ!!』のキャラクターデザインを担当した只野和子と松下浩美が登壇で語った内容で、原作者の高橋和希が小学生をターゲットにした全面的な見直しを要求しそれを元にラッシュデュエルが誕生した事を語っている。

## メディアミックス内のルールで採用されている作品
アニメ作品
- 遊☆戯☆王SEVENS
- 遊☆戯☆王ゴーラッシュ!!
  - いずれもライフポイント4000で対戦する。

デジタルゲーム作品
- 遊戯王ラッシュデュエル 最強バトルロイヤル!![1]
- 遊戯王 デュエルリンクス（対応ワールド内。ライフポイント6000で対戦）